# Plateau (Niamey)

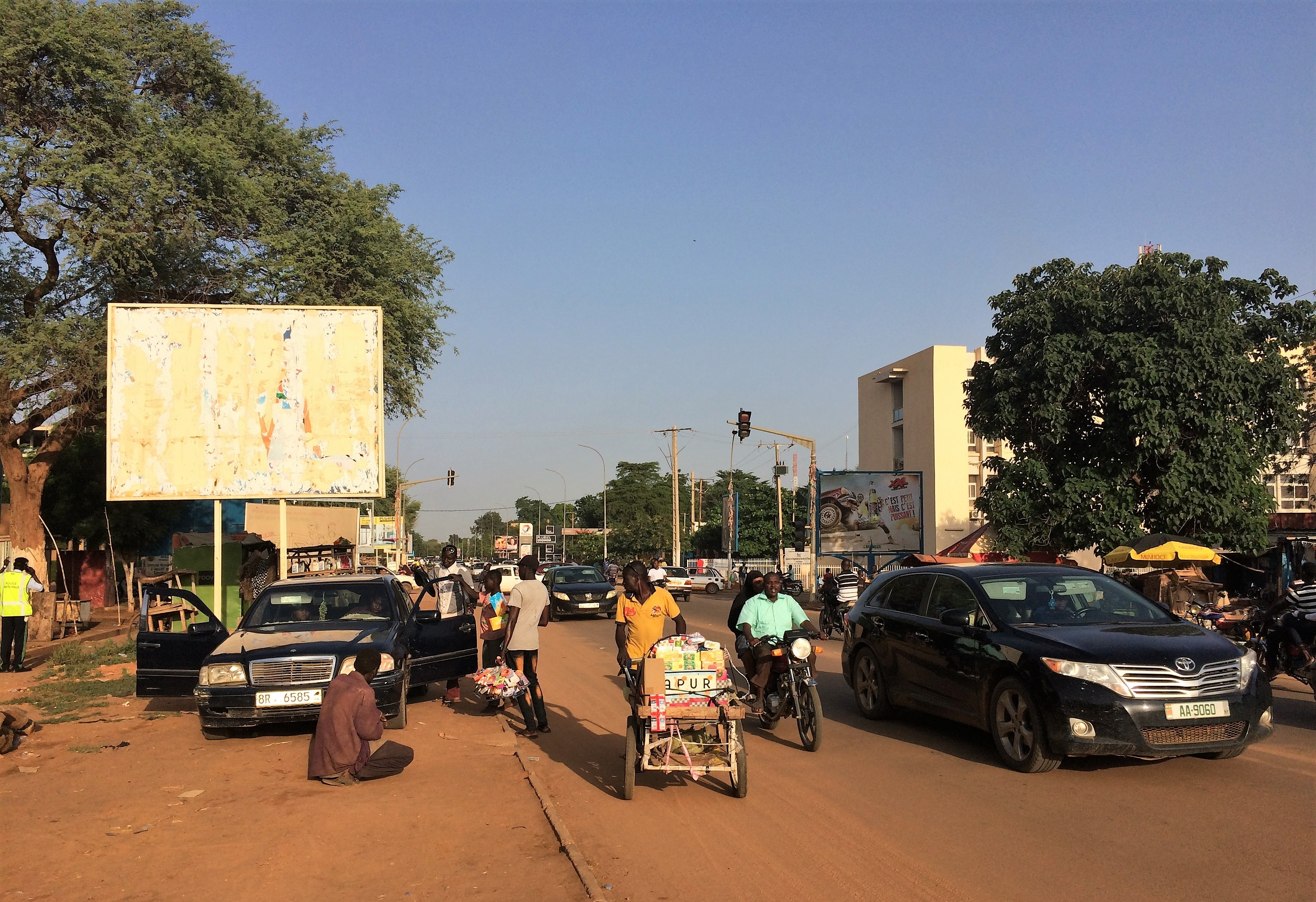
Straßenszene am Boulevard de l’Indépendance in Plateau (2018)

Plateau ist ein Stadtteil von Niamey in Niger.

## Geographie

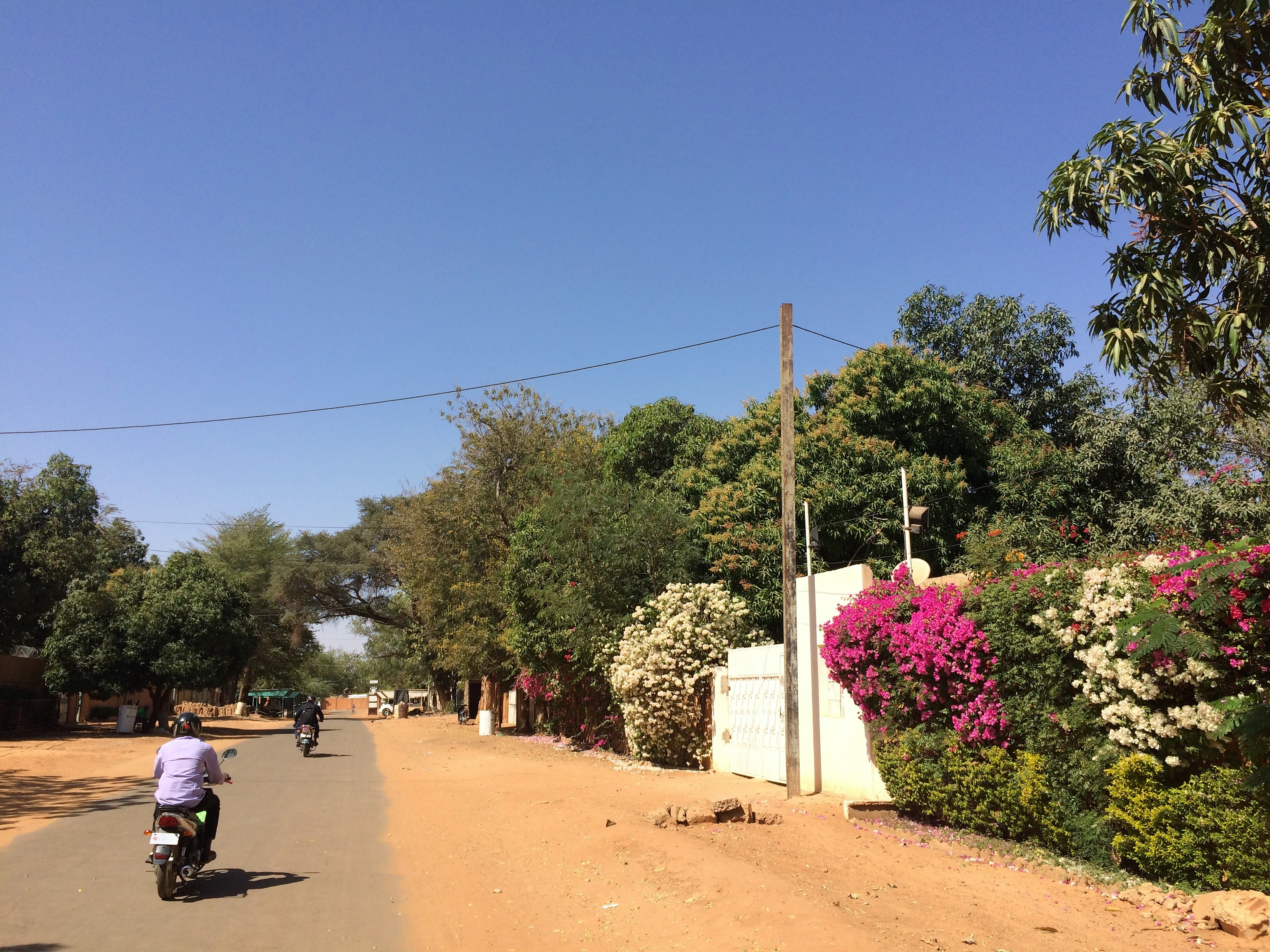
Straßenszene in der Rue des Lacs (Rue PL 54) in Plateau (2019)

Plateau liegt auf einer Hochebene im Zentrum von Niamey, in Teilen der Arrondissements Niamey I und Niamey II. Zum Stadtteil gehören die Stadtviertel Château 1, Issa Béri und Plateau 2. Er erstreckt sich über eine Fläche von etwa 524 Hektar. Das Standardschema für Straßennamen im Süden von Plateau ist Rue PL 1, wobei auf das französische Rue für Straße das Kürzel PL für Plateau und zuletzt eine Nummer folgt. Dies geht auf ein Projekt zur Straßenbenennung in Niamey aus dem Jahr 2002 zurück, bei dem die Stadt in 44 Zonen mit jeweils eigenen Buchstabenkürzeln eingeteilt wurde. Im Stadtviertel Plateau 2 wird hingegen wie in Yantala Haut das Schema Rue YN 1 angewendet, wobei das Kürzel YN für Yantala Nouveau (Yantala Haut) steht.

## Geschichte
Im Jahr 1937, während der französischen Kolonialzeit, wurde in Plateau das Viertel der Europäer errichtet, das jenes in Niamey-Bas ersetzte. Das Trockental Gounti Yéna bildete die parkähnliche Grenze zur Siedlung der einheimischen Bevölkerung.
Nach der Unabhängigkeit Nigers 1960 behielt Plateau die Funktion des Verwaltungszentrums des Gesamtstaates. In den 1980er Jahren war Plateau administrativ eines der damals 79 Stadtviertel (quartiers) von Niamey und war in 13 Sektoren gegliedert. Die Wohnbevölkerung bestand nunmehr aus leitenden Angestellten aus Niger und aus ein paar aus dem Ausland in die Stadt geschickten Fachkräften. Zwischen den Villengegenden von Plateau entstanden mit Cases Allemandes und Tchana-Carré zwei kleine Armensiedlungen.